# Innocent Le Masson

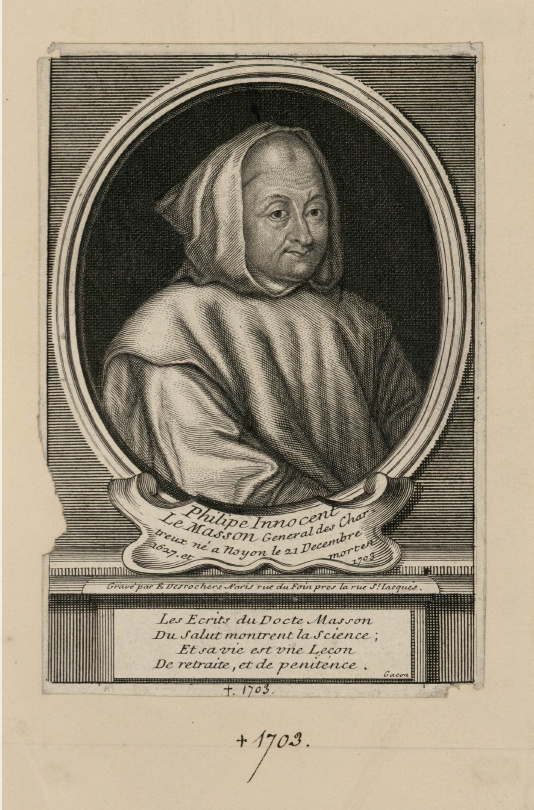
R.P. Le Masson (1627–1703)

Innocent Le Masson (* 21. Dezember 1627 in Noyon als Philippe Le Masson; † 8. Mai 1703 in der Grande Chartreuse) war ein französischer Mönch, Prior der Grande Chartreuse und Generalminister des Kartäuserordens.

## Leben
Philippe Le Masson wurde als Sohn einer hochbürgerlichen Familie geboren und war mit Colbert verwandt. Ende 1644 tat er in die Kartause Mont-Saint-Louis in Mont Renaud und nahm zu Ehren von Papst Innozenz I. dessen Namen an. Später wurde er zum Vikar und Novizenmeister ernannt. 1662 schrieb er die Theologia moralis practica für junge Mönche. 1672 wurde er zum Visitator für die Provinz von Picardie ernannt. Am 15. Oktober 1675 wurde er als Nachfolger von Jean Pégon zum Prior der Grande Chartreuse und Generalminister des Kartäuserordens gewählt. Dieses Amt hatte er bis zu seinem Tod inne.
Am Anfang seine Priorat baute er die Grand Chartreuse wieder auf, die durch einen Brand beschädigt wurde. In seiner Amtszeit wurden neue Statuten veröffentlicht und verteidigte den Glauben gegen Glaubensrichtungen wie den Jansenismus und den Quietismus. 1677 schrieb er die Introduction à la vie religieuse et parfaite und begann die Geschichte des Ordens aufzuschreiben. Nachdem er sich mit Madame Guyon getroffen hatte verfasste er eine Gegenschrift, Le Moyen court et facile de faire oraison.

## Werke
- (la) Theologia moralis practica per tabulas distincta et exposita una cum concilio tridentini eodem modo digesto..., Paris, G. Tosse , 1662[4], rééd. 1669, 1680, etc.
- Introduction à la vie religieuse et parfaite, distribuée en cinquante-trois leçons tirées de l’Écriture Sainte, de l’Introduction à la vie dévote de saint François de Sales et de l’Imitation de Jésus-Christ, avec des réflexions et des annotations..., [Par Dom Innocent Le Masson.] / Lyon, F. Comba , 1677
- (la) Annales ordinis cartusiensis tribus tomis distributi. Tomus primus complectens ea quae ad institutionem, disciplinam et observantias ordinis spectant [Dom Innocent Le Masson], Correriae, typis Antonii Fremon, 1687
- La Psalmodie intérieure de l’office de la Vierge, chapitre VII :

„Méditations des psaumes de vêpres“

 , Grenoble, André Faure, 1689, avec Approbation & Privilège du Roy
- Sujets de méditations sur le Cantique des cantiques de Salomon, expliqué selon le sentiment des saints Pères de l’Église [Pour l’usage des religieuses chartreuses / par Dom Innocent Le Masson], Lyon, F. Comba, 1692
- (la) Introductio ad vitam interiorem et perfectam tum secularibus, tum religiosis personis perutilis, in quinquaginta tres lectiones distributa... Tertia editio in duos tomos distributa. Tomus primus. / Correriæ Cartusiæ, per Claudium Faure, 1693 ; trad. en français Introduction à la vie antérieure et parfaite..., 4e éd., Paris, Dezallier, 1701 Tome Second en ligne
- (la) Praxis Juris Cartusiani in Judiciis Reddendis et Poenis imponendis ex statutis desumpti, cum forma procedendi juridicè in ordine nostro juxta usus ab antiquis observatos, Correriae Cartusiae, per Claudium Faure, 1695
- Direction pour se former au saint exercice de l’oraison, et pour s’y bien gouverner avec ordre et tranquillité à l’usage des Religieuses chartreuses, La Correrie [Grande Chartreuse], Claude Faure, 1695
- La Vie de messire Jean d’Aranthon d’Alex, évêque et prince de Genève, avec son directoire de mort, son testament, le règlement de sa maison, la Société des bons amis, les lettres patentes de l’établissement de la maison de la Propagation, l’établissement d’une mission pastorale et sa lettre pastorale à MM. les curez sur le quiétisme [Par Dom Innocent Le Masson], Lyon, F. Comba, 1697 ; plusieurs rééd. dont Clermont-Ferrand, Thibaud-Landroit, 1834 ; Annecy, impr. Abry, 1895 ; éd. sur microfiche, Leiden, 1993
- Éclaircissemens sur la vie de Messire Jean d’Aranthan d’Alex, évêque et prince de Genève [par Dom Innocent Le Masson]. Avec de nouvelles preuves incontestables de la vérité de son zèle contre le jansénisme et le quiétisme, Chambéry, J. Gorrin, 1699, 2e éd. Lyon, 1699, rééd. 1700,
- (la) Enchiridion salutis operandae in quo de gratia Christi obtinenda, servanda et in vacuum non recipienda agitur secundum mentem et instituta libri de Imitatione Christi tertia editio, Correriae, per A. Faure , 1700
- (la) Disciplina ordinis Cartusiensis in tres libros distributa, Parisiis, apud Dezallier, 1703 ; 2 éd. Monstrolii, typis Cartusiae S. Mariæ de Pratis, 1894 ; Salzbourg, Institut für Anglistik und Amerikanistik, 1993
- Correspondance, Dom Innocent Le Masson, général des Chartreux ; réunie et présentée par dom Augustin Devaux, Salzbourg, Institut für Anglistik und Amerikanistik, 2003–2005 ; t. I: 1° & 2° partys: Avant le généralat – Pastorale pour l’observance (1661-1675-1681) ; t. II: 3° partie: Assaut contre les Statuts en Espagne et en France (1681–1685) ; t. III: 4° et 5° partys: Affaires courantes, affaires mineures – Parmi les querelles dogmatiques (1686-1690-1703).